# Andrea Riccardi
Andrea Riccardi (Roma, 16 gennaio 1950) è uno storico, politico e attivista italiano, fondatore nel 1968 della Comunità di Sant'Egidio.
Di formazione giuridica (è laureato in giurisprudenza con una tesi sui rapporti tra Stato e Chiesa), ha iniziato giovanissimo la carriera universitaria. Professore ordinario di storia contemporanea e noto studioso della Chiesa cattolica in età moderna e contemporanea, è autore di molti studi, pubblicati in diverse lingue, che vertono sul rapporto fra mondi religiosi differenti e sul tema della coabitazione religiosa in particolare nell'area mediterranea tra il XIX e il XX secolo.
Ha ricoperto la carica di ministro per la cooperazione internazionale e l'integrazione nel governo Monti, dal 16 novembre 2011 al 28 aprile 2013. Dal 22 marzo 2015 è presidente, al suo terzo mandato, della Società Dante Alighieri
È editorialista del Corriere della Sera e di Famiglia Cristiana.

## Biografia
Pronipote del beato Placido Riccardi, Andrea Riccardi ha frequentato a Roma il liceo Virgilio. Il 7 febbraio 1968, ancora studente, Riccardi si riunì per la prima volta con un gruppo di liceali nell'oratorio della Chiesa Nuova, il santuario di san Filippo Neri. Da quel primo incontro nascerà la Comunità di Sant'Egidio, organizzazione diffusa oggi in settanta paesi nel mondo e impegnata nella solidarietà internazionale.
Sono gli anni del post Concilio Vaticano II, anni di profonda crisi religiosa ma anche di grandi fermenti soprattutto tra i giovani, in cui nascono e sono attivi tanti gruppi e movimenti cattolici, tra cui la Scuola 725 di don Roberto Sardelli a Roma, la comunità cristiana di base dell'Isolotto a Firenze e Comunione e Liberazione di don Luigi Giussani.
Così Riccardi descrive quel periodo: "Io avevo soprattutto l'idea che il mondo dovesse cambiare, che fosse necessario interrogarsi sul modo di cambiarlo, che bisognasse inventare il futuro, cambiare le regole del gioco. Il discorso del 1968 era soprattutto questo. Allora ho preso coscienza di un cambiamento in atto, qui in Italia, in Francia, in America. C'era qualcosa che mi interessava, che mi inquietava. Infatti, è in mezzo a questa crisi generazionale che c'è stata la scoperta del Vangelo, una scoperta che ha fatto nascere in me un senso critico nei confronti delle ideologie e dei sistemi ideologici in genere. Ecco cosa è stato il Sessantotto - soprattutto per me (...) Pensavo che bisognasse cambiare l'uomo. In questo senso cominciai a leggere con insistenza il Vangelo, e poi la Bibbia".
La tappa successiva per Andrea Riccardi e il gruppo di studenti cui era legato fu la conoscenza del mondo dei poveri: le borgate, periferia povera di Roma, le baracche.
Scrive Riccardi di quell'incontro: "Conoscevo un prete operaio che lavorava nelle baracche vicino al cinodromo, a ponte Marconi, lungo il Tevere, ed è lì che ho cominciato a scoprire la periferia. Era il mondo proletario e sottoproletario, fatto di immigrati dal Centro e dal Sud Italia o dal centro storico di Roma, della Roma di allora: un misto di lavoratori edili, lavoratori irregolari, gente a metà tra la piccola vita ed espedienti per sopravvivere, in bilico tra marginalità, ribellismo e rassegnazione".
Nell'estate 1971 Riccardi fece la sua ultima esperienza con il gruppo di Comunione e Liberazione, poi si dedicò interamente alla comunità che aveva fondato. Nel settembre 1973 stabilì il proprio centro in piazza Sant'Egidio a Roma, in un ex convento di monache carmelitane, facendone negli anni un centro di preghiera, solidarietà con i poveri, incontri per il dialogo e la pace.
Il suo impegno per la pace lo ha visto mediatore nelle trattative per la risoluzione del conflitto in Mozambico. La pace, firmata a Roma il 4 ottobre 1992, è stata frutto di oltre due anni di trattative svoltesi nella sede romana della Comunità di Sant'Egidio, che hanno valso a Riccardi e Matteo Zuppi la cittadinanza onoraria del Mozambico. Negli anni seguenti, l'impegno per la pace è proseguito su molteplici scenari.
Tra le numerose onorificenze conferitegli in qualità di fondatore della Comunità di Sant'Egidio, e per l'intenso impegno per la pace si ricordano: il Premio Mondiale Metodista per la pace (1997), il Premio Niwano per la pace dalla Niwano Peace Foundation (1999), il Premio per la pace dell'UNESCO Felix Houphuet-Boigny (1999), la Légion d'Honneur della Repubblica francese (2002) a motivo del suo impegno "a favore degli esclusi e per la giusta causa della riconciliazione e della pace" (nel 2012 ha ricevuto il grado di Commandeur). Nel 2004 il prestigioso Premio Balzan per la Pace e la fratellanza tra i popoli e nel 2006 il Premio Nazionale Cultura della Pace. Il 21 maggio 2009 ha ricevuto ad Aquisgrana insieme alla Comunità di Sant'Egidio il prestigioso Premio Carlo Magno, assegnato nel dicembre 2008.
È stato insignito nel 2011 del XV Premio Internazionale Vittorino Colombo, dalla Fondazione Vittorino Colombo e dal comune di Albiate.
È membro del comitato di indirizzo di Italianieuropei.
Come attività accademica, è professore ordinario dal 1981; ha insegnato all'Università di Bari, a "La Sapienza" e a Roma Tre.

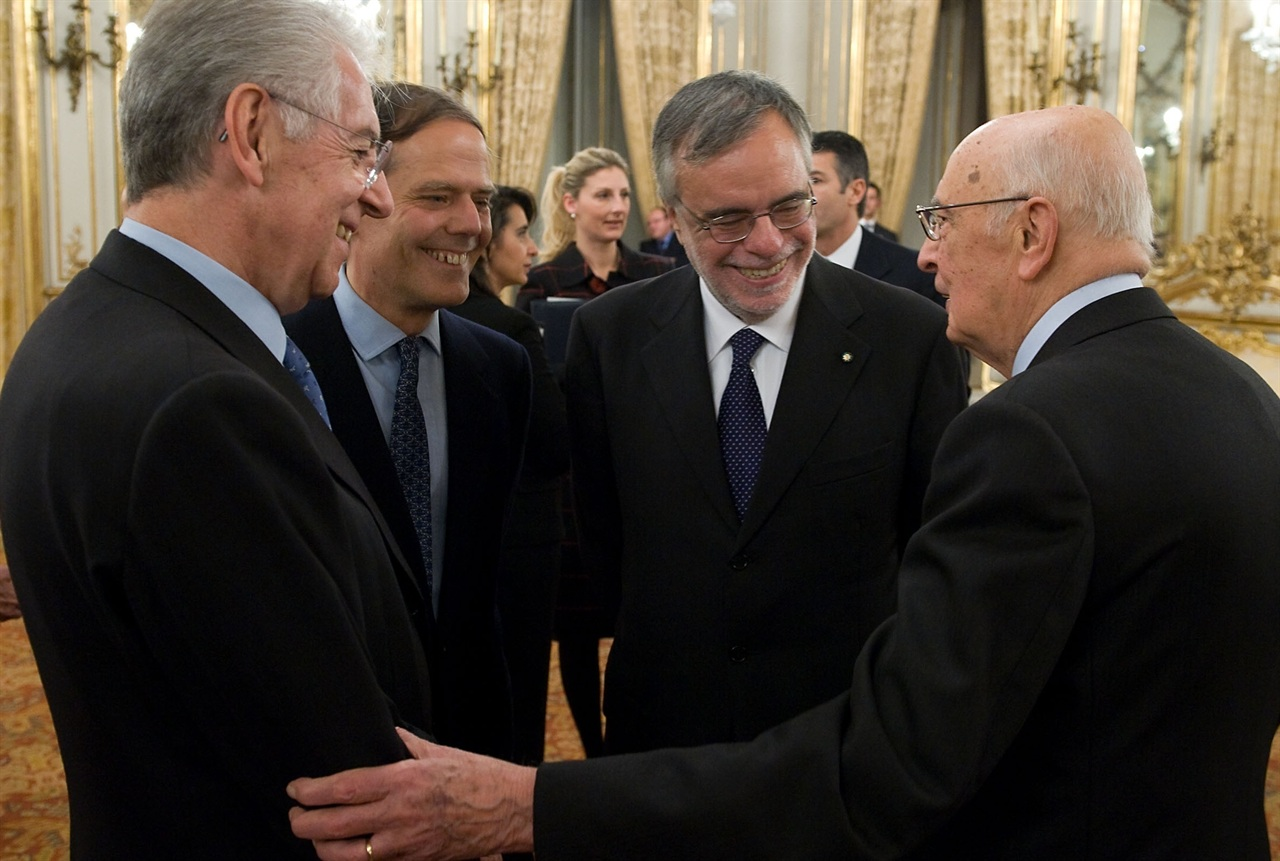
Mario Monti, Enzo Moavero Milanesi, Andrea Riccardi e Giorgio Napolitano il giorno del giuramento del governo Monti.

### Ministro per la Cooperazione Internazionale
Il 16 novembre del 2011 è entrato a far parte del governo Monti in cui ha ricoperto la carica di ministro senza portafoglio per la cooperazione internazionale e l'integrazione con competenze anche su famiglia, gioventù, politiche antidroga, servizio civile, adozioni internazionali e antidiscriminazione razziale.
Le sue attività sono documentate dal sito http://www.acooperazioneintegrazione.gov.it/
La sua carica di ministro è terminata con le dimissioni del governo Monti.

### Storico e saggista
Come studioso di storia contemporanea, materia che ha insegnato anche all'Università degli Studi Roma Tre, si è dedicato in particolare alle vicende della Chiesa cattolica, con una particolare predilezione per i decenni del pontificato di Pio XII, il partito romano (espressione da lui coniata), la figura di Alcide De Gasperi. Ha collaborato al progetto editoriale Storia del Concilio Vaticano II diretto da Giuseppe Alberigo. Fra le ultime monografie pubblicate si ricordano: La Chiesa brucia (Laterza, 2021) e La guerra del silenzio. Pio XII, il nazismo, gli ebrei (Laterza, 2022).

## Onorificenze
- Cittadinanza Onoraria, Civitavecchia (2023).
- Premio Cardinale Giulio Raimondo Mazzarino assegnato a Pescina l'11 dicembre 2024 per il "ruolo cruciale nel favorire il dialogo e la cooperazione internazionale attraverso la diplomazia".

## Opere
- Intransigenza e modernità. La Chiesa cattolica verso il terzo millennio, Roma-Bari, Laterza, 1996. ISBN 88-420-5068-7.
- Sant'Egidio Roma e il mondo, colloquio con Jean-Dominique Durand e Régis Lad, Cinisello Balsamo, San Paolo, 1997. ISBN 88-215-3506-1.
- Mediterraneo. Cristianesimo e Islam tra coabitazione e conflitto, Milano, Guerini, 1997. ISBN 88-7802-820-7; 2014. ISBN 978-88-6250-511-6.
- Le politiche della Chiesa, Cinisello Balsamo, San Paolo, 1997. ISBN 88-215-3564-9.
- Le parole della Croce. Lettura spirituale dei quattro Vangeli della Passione, Brescia, Morcelliana, 1999. ISBN 88-372-1723-4.
- Dialoghi di fine millennio. Arrigo Levi, Andrea Riccardi, Eugenio Scalfari si confrontano con Carlo Maria Martini, Milano, Biblioteca universale Rizzoli, 1999. ISBN 88-17-25856-3.
- Il secolo del martirio, Milano, Mondadori, 2000. ISBN 88-04-47687-7; 2009. ISBN 978-88-04-58694-4.
- Dialoghi sulla fede, con Arrigo Levi e Vincenzo Paglia, Bologna, Il Mulino, 2000. ISBN 88-15-07409-0.
- Vescovi d'Italia. Storie e profili del Novecento, Cinisello Balsamo, San Paolo, 2000. ISBN 88-215-4134-7.
- Dio non ha paura. La forza del Vangelo in un mondo che cambia, Cinisello Balsamo, San Paolo, 2003. ISBN 88-215-4881-3.
- Governo carismatico. 25 anni di pontificato, Milano, Mondadori, 2003. ISBN 88-04-52639-4.
- Pio XII e Alcide De Gasperi. Una storia segreta, Roma-Bari, Laterza, 2003. ISBN 88-420-6833-0.
- Eurafrica. Quello che non si dice sull'immigrazione. Quello che non si dice sull'immigrazione, quello che si potrebbe dire sull'Europa, con Mario Marazziti, Milano, Leonardo International, 2004. ISBN 88-88828-19-2.
- La pace preventiva. Speranze e ragioni in un mondo di conflitti, Cinisello Balsamo, San Paolo, 2004. ISBN 88-215-5217-9.
- Convivere, Roma-Bari, Laterza, 2006. ISBN 88-420-7935-9.
- Il «partito romano». Politica italiana, Chiesa cattolica e Curia romana da Pio XII a Paolo VI, Brescia, Morcelliana, 2007. ISBN 978-88-372-2039-6.
- L'inverno più lungo. 1943-44: Pio XII, gli ebrei e i nazisti a Roma, Roma-Bari, Laterza, 2008. ISBN 978-88-420-8673-4.
- Paolo. Uomo dell'incontro, Milano, Paoline, 2008. ISBN 978-88-315-3512-0.
- Uomo e donna. Sogno di Dio, Milano, Paoline, 2009. ISBN 978-88-315-3636-3.
- Dall'altare al mondo, Milano, Figlie di San Paolo, 2010. ISBN 978-88-315-3782-7.
- Giovanni Paolo II. La biografia, Cinisello Balsamo, San Paolo, 2011. ISBN 978-88-215-6889-3.
- Dopo la paura la speranza, Cinisello Balsamo, San Paolo, 2012. ISBN 978-88-215-7482-5.
- L'altra Chiesa. A cinquant'anni dal Concilio Vaticano II, testi di Andrea Riccardi, Giancarlo Zizola, Luigi Barzini, Carlo Bo, Jean Daniélou, Marco Nozza, Milano, RCS Periodici, 2012, SBN UBO4016896.
- La sorpresa di papa Francesco. Crisi e futuro della Chiesa, Milano, Mondadori, 2013. ISBN 978-88-04-63434-8.
- La santità di Papa Wojtyła, Cinisello Balsamo, San Paolo, 2014. ISBN 978-88-215-9187-7.
- L'uomo dell'incontro. Angelo Roncalli e la politica internazionale, Cinisello Balsamo, San Paolo, 2014 ISBN 978-88-215-9132-7.
- Il libro nero della condizione dei cristiani nel mondo, a cura di e con Jean-Michel Di Falco e Timothy Radcliffe, Milano, Mondadori, 2014. ISBN 978-88-04-64651-8.
- Vita consacrata, una lunga storia. Ha ancora futuro?, Cinisello Balsamo, San Paolo, 2015. ISBN 978-88-215-9420-5.
- La strage dei cristiani. Mardin, gli armeni e la fine di un mondo, Roma-Bari, Laterza, 2015. ISBN 978-88-581-1957-0.
- Manifesto al mondo. Paolo VI all'ONU, Milano, Jaca Book, 2015. ISBN 978-88-16-30550-2.
- Periferie. Crisi e novità per la Chiesa, Milano-Roma, Jaca Book-Comunità di Sant'Egidio, 2016. ISBN 978-88-16-41312-2
- La forza disarmata della pace. Movimento, pensiero, cultura, Milano-Roma, Jaca Book-Comunità di Sant'Egidio, 2017. ISBN 978-8816413986
- Il cristianesimo al tempo di papa Francesco, Roma-Bari, Laterza, 2018. ISBN 978-8858131053
- Paolo VI. Sfide della storia e governo della Chiesa, Roma, Jaca Book, 2018. ISBN 978-8816414884
- Tutto può cambiare. Conversazioni con Massimo Naro, Roma, San Paolo Edizioni, 2018. ISBN 978-8892213920
- Il professore e il patriarca. Umanesimo spirituale tra nazionalismi e globalizzazione, Milano-Roma, Jaca Book-Comunità di Sant'Egidio, 2018. ISBN 978-8816306196
- Storia della Shoah, 13° volume, L'inverno più lungo - 1943-44: Pio XII, gli ebrei e i nazisti a Roma, in Corriere della sera inchieste, Milano, UTET e Corsera, 2019, ISSN 2038-0852 (WC · ACNP).
- La preghiera, la parola, il volto, Roma, San Paolo Edizioni, 2019. ISBN 978-8892220232
- Roma. La Chiesa e la città nel XX secolo, con Marco Impagliazzo, Roma, San Paolo Edizioni, 2020. ISBN 978-8892223349
- Italia carismatica, Morcelliana, 2021. ISBN 978-8837234393
- La Chiesa brucia. Crisi e futuro del cristianesimo, Laterza, Roma-Bari, 2021. ISBN 978-8858144114
- La guerra del silenzio. Pio XII, il nazismo, gli ebrei, Laterza, Roma-Bari, 2022. ISBN 978-8858149621
- Papa Pio XII, La famiglia esule. attualità del magistero sui migranti, a cura di Fabio Baggio e Andrea Riccardi, Città del Vaticano, Libreria editrice vaticana, 2020, ISBN 88-266-0329-4.
- Le parole per la pace. 1987-2023, EDB, 2024.